# Szabielskoje
Szabielskoje (ros. Шабельское) – wieś w Rosji, w Kraju Krasnodarskim, w rejonie szczerbinowskim. W 2010 liczyła 2449 mieszkańców.